# Ла Конър
Ла Конър (на английски: La Conner) е град в окръг Скаджит, щата Вашингтон, САЩ. Ла Конър е с население от 761 жители (2000) и обща площ от 1,3 km². Намира се на 17 m надморска височина. ЗИП кодът му е 98257, а телефонният му код е 360.